# セイロン軍発足記章
セイロン軍発足記章（セイロンぐんほっそくきしょう、英語: Ceylon Armed Services Inauguration Medal）は、自治領セイロンの勲章。セイロン軍の設立期である1949年から51年にかけて勤務した者に授与された。